# Laurent Claudel
Laurent Claudel (ur. 12 marca 1978) – francuski lekkoatleta, specjalizujący się w biegu na 400 metrów przez płotki. 

## Najważniejsze osiągnięcia
| Rok  | Rodzaj zawodów            | Miasto | Konkurencja        | Miejsce | Wynik   |
| ---- | ------------------------- | ------ | ------------------ | ------- | ------- |
| 2002 | Halowe mistrzostwa Europy | Wiedeń | Sztafeta 4 x 400 m | 2       | 3:06,42 |

## Rekordy życiowe
- Bieg na 400 m przez płotki - 50.05 (2001)